# لیدیا پوتچینا
لیدیا پوتچینا (انگلیسی: Lydia Potechina؛ ۵ سپتامبر ۱۸۸۳ – ۷ آوریل ۱۹۳۴) یک هنرپیشه اهل امپراتوری روسیه بود. 
از فیلم‌ها یا برنامه‌های تلویزیونی که وی در آن نقش داشته است می‌توان به دکتر مابوزه: قمارباز و سرنوشت اشاره کرد.